# 九切里駅
九切里駅（クジョルリえき）は、大韓民国江原特別自治道旌善郡余糧面九切里にある、韓国鉄道公社（KORAIL）旌善線の駅である。
2004年に旅客営業を中止しており、現在は当駅とアウラジ駅の間の線路を利用した観光用レールバイクの営業が行われている。

## 駅構造
- 1面2線の地上駅。

## 歴史
- 1974年12月20日：開業[1]。
- 2004年9月23日：旅客取扱中止[2]。
- 2005年6月30日：アウラジ駅 - 当駅間でレールバイクの運用開始。

## 隣の駅
韓国鉄道公社
旌善線
アウラジ駅 - 九切里駅